# اتفاقیة النقل البري الدولي (1975)
الاتفاقیة الجمركیة بشأن النقل الدولي للبضائع بموجب بطاقات النقل البري الدولي (اتفاقیة النقل البري الدولي، 1975) هي معاهدة متعددة الأطراف أبرمت في جنيف في 14 نوفمبر 1975 لتبسيط وتنسيق الإجراءات الإدارية الدولية للنقل البري (ترمز TIR إلى "Transports Internationaux Routiers" أو «النقل البري الدولي»). حلت اتفاقية 1975 محل اتفاقية TIR لعام 1959، والتي حلت في حد ذاتها محل اتفاقية TIR لعام 1949 بين عدد من الدول الأوروبية. الاتفاقية برعاية لجنة الأمم المتحدة الاقتصادية لأوروبا. اعتبارًا من عام 2025، هناك 78 طرفًا في الاتفاقية، بما في ذلك 77 دولة والاتحاد الأوروبي.
تنشئ الإتفاقية نظامًا للعبور الجمركي الدولي يتيح أقصى قدر من التسهيلات لنقل البضائع:
- في المركبات أو الحاويات المغلقة.
- من مكتب مغادرة جمركي في بلد ما إلى مكتب جمارك مقصد في بلد آخر.
- دون الحاجة إلى عمليات تفتيش واسعة النطاق ومستهلكة للوقت على حدود الدول الوسيطة.
- وتوفر الأمن والضمانات اللازمة للسلطات الجمركية في ذات الوقت.

لا يغطي نظام TIR فقط العبور الجمركي عن طريق البر ولكن يمكن الجمع بينه وبين وسائط النقل الأخرى (مثل السكك الحديدية والممرات المائية الداخلية وحتى النقل البحري)، طالما أن جزءًا واحدًا على الأقل من إجمالي الرحلة يتم عن طريق البر.
حتى الآن، أُصدر التصريح لأكثر من 33000 مشغل نقل دولي (من قبل السلطات الوطنية المختصة في كل بلد متعاقد) للوصول إلى نظام TIR، باستخدام حوالي 1.5 مليون عربة نقل TIR سنويًا.
في ضوء الزيادة المتوقعة في التجارة العالمية، والتوسيع الإضافي لنطاقها الجغرافي والتقديم المرتقب لنظام TIR الإلكتروني (ما يسمى «نظام eTIR»)، من المتوقع أن يظل نظام TIR هو الوحيد حقًا. نظام العبور الجمركي العالمي.
بسبب لوحات TIR الكبيرة باللونين الأزرق والأبيض التي تحملها المركبات باستخدام اتفاقية TIR، دخلت كلمة "TIR" (تنطق: تيير) العديد من اللغات، مثل الإيطالية والبولندية والبرتغالية والرومانية والتركية باعتبارها مصطلحًا جديدًا لتصبح مصطلح عامي مستحدث لأي شاحنة كبيرة.
انضمت السعودية إلى الاتفاقية في عام 2018. وانضمت مصر إلى الاتفاقية في عام 2021. وانظم العراق إلى الاتفاقية في عام 2025.

## الإجراءات المتبعة
يجب أن تحصل الشاحنات التي تستخدم إجراء TIR أولاً على مستند جمركي منسق دوليًا، يُشار إليه بدفتر TIR. يتم إصدار بطاقات TIR من قبل جمعيات النقل البري الوطنية. هذه الوثيقة الجمركية صالحة دوليًا، كما أن وصف البضائع والشاحن ووجهتها يمثل ضمانًا ماليًا. عندما تصل شاحنة إلى مركز جمركي حدودي، لا تحتاج إلى دفع رسوم استيراد وضرائب على البضائع وبدلا من ذلك يتم تعليق المدفوعات حتى إذا مرت الشاحنة عبر البلاد دون تسليم أي بضائع، لا تحتسب أي ضرائب مستحقة، أما إذا فشلت في مغادرة البلد بكامل بضاعتها، فسيتم إصدار فواتير الضرائب إلى المستورد وطلب الضمان المالي حتى يدعم التزام المستورد بدفع الضرائب. يتم تنفيذ عمليات عبور TIR في السندات، أي يجب أن تكون الشاحنة المحملة ان تكون في صندوق أو حاوية وأن تكون محكمة الغلق. يُدار نظام الدفع الأمني من قبل الاتحاد الدولي للنقل البري (IRU).
تُستخدم إجراء TIR في الغالب مع دول أوروبا الشرقية التي ليست في الاتحاد الأوروبي (مثل روسيا وأوكرانيا) وتركيا وأجزاء من الشرق الأدنى. منذ تشكيل السوق الأوروبي المشترك، أصبح إجراء TIR غير ضروري لنقل البضائع داخل الاتحاد الأوروبي.
نتيجة لخروج بريطانيا من الاتحاد الأوروبي، يمكن أن تصبح بطاقات TIR جزءًا من الحل لحركة مرور البضائع بين المملكة المتحدة والدول الأوروبية الأخرى، أو لنقل البضائع داخل الاتحاد الأوروبي، على سبيل المثال بين أيرلندا وباقي أوروبا.